# Universidade Nacional Autónoma das Honduras
A Universidade Nacional Autónoma das Honduras (português europeu) ou Autônoma de Honduras (português brasileiro) (em castelhano:  Universidad Nacional Autónoma de Honduras; UNAH) é uma instituição autónoma, laica e estatal da República das Honduras, com personalidade jurídica, que tem competência para organizar, gerir e desenvolver o ensino superior do país, nos níveis da licenciatura, de segunda especialidade e nos graus académicos: bacharelato, mestrado e doutoramento. Através do mandato constitucional, a UNAH contribui com a investigação científica, humanística e tecnológica, por meio da divulgação geral da cultura, do estudo, da análise e dos problemas nacionais, a fim de participar na transformação da nação hondurenha.
Atualmente, a sua sede localiza-se na Cidade Universitária da Universidade Nacional Autónoma das Honduras, que foi batizada com o nome do primeiro reitor da universidade, o presbítero José Trinidad Reyes.

## História

### Origem
A 14 de dezembro de 1845, foi fundado o primeiro centro de ensino superior das Honduras, a Sociedade do Génio Empreendedor e do Bom Gosto (Sociedad del Genio Emprendedor y del Buen Gusto), por iniciativa do presbítero José Trinidad Reyes, que também foi o primeiro reitor do centro. Os estudantes Máximo Soto, Alejandro Flores, Miguel Antonio Rovelo, Yanuario Girón e Pedro Chirinos se juntaram a esta iniciativa.
A entidade que era de carácter privado, começou a receber proteção do governo do país a 10 de março de 1846, sob a designação de Academia Literária de Tegucigalpa (Academia Literaria de Tegucigalpa).

### Fundação
A 10 de março de 1846, o Congresso Nacional das Honduras concedeu o título da Academia Literária de Tegucigalpa à sociedade, cujo presidente do país Coronado Chávez, apoiou este centro educativo. A 19 de setembro de 1847, o presidente da República das Honduras Juan Lindo, elevou o nível da academia para Universidade Central, em Tegucigalpa. As aulas ministradas eram: direito civil, filosofia, letras e teologia. O primeiro estabelecimento da Universidade foi o Convento de São Francisco. Em seguida, mudou-se para o edifício adjacente da Igreja de Nossa Senhora das Mercês.
A Universidade foi fundada a 19 de setembro de 1847, numa cerimónia pública presidida pelo presidente Juan Lindo, pelo reitor José Trinidad Reyes e pelo bispo das Honduras Francisco de Paula Campoy y Pérez. Em 1849, a sede da Universidade tornou-se o Convento de São Francisco, situado no atual Parque Vale de Tegucigalpa. Sinforiano Rovelo foi o primeiro a graduar-se na Universidade, como bacharelato em filosofia.
A 2 de julho de 1850, os órgãos legislativos de Comayagua, aprovaram os "Estatutos da Universidade Estatal das Honduras" (Estatutos de la Universidad del Estado de Honduras). Em 1851, o folheto impresso com os estatutos, encontrava-se com o lema: "Tegucigalpa, Imprensa da Academia, 1851" ("Tegucigalpa, Imprenta de la academia, 1851").
Em 1869, a sede da Universidade foi transferida para o edifício adjacente da Igreja de Nossa Senhora das Mercês, onde permaneceu até ser transferida para a Cidade Universitária (Ciudad Universitaria), cuja construção iniciou-se a 30 de junho de 1965.

### Autonomia
A Universidade Nacional Autónoma das Honduras obteve sua autonomia a 15 de outubro de 1957, ao abrigo do decreto n.º 170 emitido pela Junta Militar do governo, que foi constituída por Roque Rodríguez, Héctor Caraccioli Moncada e Roberto Gálvez Barnes, onde o Congresso se comprometeu a dar 6% do orçamento da República das Honduras para a Universidade para garantir o avanço do ensino superior no país.
A «Lei Orgânica da Universidade Nacional Autónoma das Honduras» (“Ley Orgánica de la Universidad Nacional Autónoma de Honduras”) de 1957 vigorou até 11 de fevereiro de 2005, após ser substituída pela nova lei aprovada pelo Congresso Nacional, através do decreto n.º 209-2004.